# Yves Cazaux
 (janvier 2016).
Pour les articles homonymes, voir Cazaux.
 Yves Cazaux , né le 12 juin 1909 à Paris et mort le 11 juillet 1999 à Tournedos-sur-Seine dans l’Eure, est un ancien avocat, devenu sous-préfet puis promu préfet, historien, essayiste et romancier ; il a en outre été président de la Société des gens de lettres et de la Société de l'histoire de France.

## Biographie
Pendant sa carrière professionnelle, Yves Cazaux est sous-préfet pendant l’Occupation et prête serment de fidélité au maréchal Philippe Pétain, en janvier 1942 comme les autres préfets (sauf Jean Moulin, préfet démis de ses fonctions en octobre 1940). Il devient préfet après la Libération. Ensuite il se consacrera aux études historiques.
Il est le fils de Jacques-Valentin Cazaux, inspecteur général de France d'outre-mer en Indochine, gaulliste, jugé puis interné par Vichy en 1941 pour avoir eu des contacts avec le consul britannique.

### Carrière
Diplômé d’études supérieures de droit public et d’économie politique, il devient avocat stagiaire en 1930. Reçu au concours rédacteur au ministère de l’intérieur en 1936, il est fonctionnaire supérieur de police au ministère de l'Intérieur avant 1940 puis est membre des services spéciaux de contre-espionnage de 1940  à 1942.
En 1942, il est nommé sous-directeur à la Préfecture de Police puis il est sous-préfet détaché occupant le poste de directeur du cabinet du secrétaire général de la préfecture de la Seine Guy Périer de Féral en 1944. Sur cette période, il défend son action et celle de Périer de Féral, à la préfecture dans un Journal de la période de la Libération. Il présente en particulier la « mésaventure momentanée » de Périer de Féral, suspendu de ses fonctions le 19 août 1944 et arrêté à la Libération de Paris avant d'être libéré et de recevoir la médaille de la Résistance. Il y présente son « collègue » Philippe Frantz, dernier préfet de l'Isère, fusillé à la Libération (« favorable aux idées nationales-socialistes ») et son « ami Papon ».
Après la Libération, il  occupe le poste de délégué général du ministère de la Reconstruction et de l'Urbanisme (MRU) pour le département de la Somme de 1946 à 1951, où il organise notamment  la reconstruction d'Amiens.
Il devient ensuite sous-Préfet, secrétaire général de la préfecture de la Seine. Il est ensuite préfet de la Nièvre  en 1951-54, puis conseiller technique  du cabinet du ministre François Mitterrand en 1954, alors ministre de l'Intérieur. Il est muté en tant que préfet de l’Yonne en 1955, pour deux ans et est ensuite préfet du Gard en 1957 et ce, pour une durée de cinq ans.
Comme préfet du Gard le 16 avril 1957, il est le responsable de la création et de la gestion du camp d’assignation à résidence surveillée de Saint-Maurice-l'Ardoise à Saint-Laurent-des-Arbres, où sont détenus jusqu'à 700 nationalistes algériens et il a pu aussi témoigner de la gestion de la crise liée à la guerre d’Algérie et au putsch des généraux.
Directeur général des études et des affaires générales au ministère de l’Agriculture (de 1961 à 1964), il sera ensuite jusqu’en 1969 Délégué à l’organisation des établissements d’enseignement et de recherche agronomique.

### Historien
Il quitte alors la fonction publique et écrit des livres d'histoire. Il défend notamment la mémoire de René Bousquet, secrétaire général de la police de Vichy, dans un ouvrage intitulé René Bousquet face à l’acharnement, qui « dénonce l’acharnement d’un « certain lobby », d’une « certaine caste » contre Bousquet dont il clame l’innocence ».
Il est président de la Société des gens de lettres de France, de 1974 à 1977, puis président de la Société de l'histoire de France.

## Publications

### Le cycle des Pays-Bas
- Marie De Bourgogne, Témoin d'une grande Entreprise à l'origine des nationalités européennes, es, Paris, Albin Michel, 1967, 374 p. (BNF 36252765)
- Guillaume le Taciturne Comte de Nassau, Prince D'orange, Anvers, 1973, 493 p.
- Guillaume Le Taciturne. De la généralité de Bourgogne à la République des Sept Provinces Un, ies, Albin Michel, 1970
- Naissance des Pays-Bas, Paris, Albin Michel, 29 juillet 1983, 348 p. (ISBN 978-2-226-01865-6)

### Le cycle du Bourbon Béarnais
- Jeanne d'Albret, Paris, Albin Michel, 27 septembre 1973, 412 p. (BNF 35167941)
- Henry IV Tome 2 : Les Horizons du Règne, Paris, Editions Albin Michel, 1er mars 1986, 454 p. (ISBN 2-226-02610-X)
- Henry IV Tome 1 : Henri IV ou La grande victoire, H, Paris, Hachette/Albin Michel, 1er mars 1978, 488 p. (ISBN 978-2-226-00537-3)

### Le cycle maritime
- Le Rêve américain, de Champlain à Cavalier de La Salle, Paris, Albin Michel, 1988, 541 p. (ISBN 2-226-03305-X)
- Le Baron de Saint-Castin, roman, Paris, Albin Michel, 1er mars 1990, 429 p. (ISBN 2-226-03745-4)
- L'Acadie : histoire des Acadiens du XVIIe siècle à nos jours, Paris, Albin Michel, 1992, 476 p. (ISBN 2-226-05392-1)
- Dans le sillage de Bougainville et de Lapérouse, Paris, Albin Michel, 1er décembre 1995, 344 p. (ISBN 2-226-06324-2)

### Ouvrages divers
- avec Pierre-Victor Palma-Cayet,, René Collamarini, Editions Albin Michel, 1985, 223 p.
- Clarissa, Mon miroir, roman, Paris, Albin Michel, 1981, 311 p. (ISBN 978-2-226-01133-6)
- Pierre-Victor Palma-Cayet, L'Histoire prodigieuse du Docteur Fauste, Albin Michel, 1982, 213 p. (ISBN 978-2-600-02583-6, lire en ligne)
- Sadi De Gorter, un poète pour notre temps, 1970
- Programme et Prospective dans la Construction, Berger-Levrault, 5 juillet 1969, 192 p.
- Histoire des Ducs de Bourgogne, es, Paris, Robert Laffont, 1969
- René Bousquet face à l'acharnement, Paris, Éditions Jean Picollec, 1995, 352 p. (ISBN 2-86477-126-8)
- Journal Secret de la Libération. 6 juin 1944 - 17 novembre 1944, Paris, Editions Albin Michel, 1975, 351 p. (ISBN 2-226-00130-1)

## Récompenses et distinctions

### Décorations
- Commandeur de la Légion d'honneur
- Commandeur de l'ordre national du Mérite
- Croix de guerre 1939–1945
- Croix du combattant volontaire de la Résistance

### Récompenses et distinctions
- Prix Thérouanne en 1968 et 1971
- Prix Broquette-Gonin en 1974
- Prix d'Académie en 1978.